# Zeke Nnaji

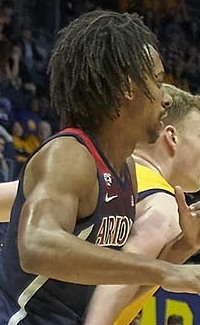
Zeke Nnaji, 2020.

Ezekiel Tobechukwu "Zeke" Nnaji, född 9 januari 2001 i Minneapolis i Minnesota, är en amerikansk professionell basketspelare (PF/C) som spelar för Denver Nuggets i National Basketball Association (NBA).
Han var med om att vinna NBA-mästerskapet, tillsammans med Denver Nuggets, för säsongen 2022–2023.
Nnaji draftades av Denver Nuggets i första rundan i 2020 års draft som 22:a spelare totalt.
Innan han blev proffs studerade Nnaji vid University of Arizona och spelade för deras idrottsförening Arizona Wildcats.